# Pamela Le Roy
Pamela Le Roy Ramírez (Santiago, 31 de enero de 1981) es una periodista y conductora chilena.
Su primera aparición en pantalla fue en 1998 como participante del concurso Miss Chile para Miss Mundo, donde obtuvo el cuarto lugar, mientras que la vencedora fue la modelo Daniella Campos.
Estudió periodismo y en 2003 realizó su práctica en el programa Mekano de Mega. Al año siguiente, dada la salida de los coanimadores Macarena Ramis y Andrés Baile, Le Roy pasó a ocupar ese puesto formando una dupla televisiva con José Miguel Viñuela.
En 2005 Viñuela dejó el programa juvenil y es aquí donde Le Roy tomó mayor protagonismo. En octubre de ese año, abandonó la conducción de Mekano para conducir una versión de fin de semana del matinal Mucho gusto junto a la chef Carolina Correa y el programa de turismo Bajo los Andes. 
Sin embargo, el salto vino en 2006 al debutar como notera de CQC, una labor que históricamente habían cumplido solo hombres. Se mantuvo por cinco años y al minuto de su salida colaboró con la búsqueda de su sucesora.
En 2011 debutó en el estelar de espectáculos Secreto a voces, que al año siguiente se convirtió en un programa de farándula diario.
Además, ha trabajado en radios como El Conquistador, La Clave y Concierto
En 2017 estuvo en el regreso de CQC por Chilevisión.
Desde el 10 de mayo de 2022 y hasta el 5 de enero de 2024 condujo el programa La comunidad sin anillo de Radio Concierto.
Desde el 4 de marzo de 2024 conduce el programa ''El juego de la verdad'' en La Metro FM.